# Jezerski pjesnici
Jezerski pjesnici (engleski: Lake Poets) skupina su engleskih pjesnika koji su živjeli u Lake Districtu, Engleska krajem 18. i početkom 19. stoljeća te se smatraju dijelom romantizma. Ime im je nadjenuo časopis Edinburgh Review.
Među jezerske pjesnike ubrajaju se William Wordsworth, Samuel Taylor Coleridge, a obično i Robert Southey. Jezerski pjesnici imali su različite karaktere i stilove, ali su se svi interesirali za prirodu. Coleridge je svoje prijateljstvo sa Southeyjem i Wordsworthom opisao kao „tri čovjeka, ali jedna duša”.
Kada je 1795. William Wordsworth upoznao Samuela Taylora Coleridgea, započelo je jedno od najčuvenijih prijateljstava u povijesti engleskog pjesništva. Iako različiti karakterom, obojica su voljeli Lake District na sjeveru Engleske, gdje su često odlazili u zajedničke šetnje, uživajući u ljepoti i snazi prirode. Njihov međusobni utjecaj na stvaralaštvo bio je kratkog daha, ali je na svom vrhuncu iznjedrio čuvenu zbirku balada Lirske balade (engleski: Lyrical Ballads) koju su zajednički planirali i objavili 1798. godine.

## Samuel Taylor Coleridge
Samuel Taylor Coleridge bio je sin crkvenjaka iz Devonshirea. Rođen je 21. listopada 1772. godine kao najmlađe od desetoro djece. Školovao se u Londonu i Cambridgeu. Coleridge je bio snažnog intelekta, ali je kao osoba prilično ovisio o podršci i prijateljstvima s drugim ljudima. Iako je u Cambridgeu dangubio, tamo je upoznao Roberta Southeyja te se sprijateljio s njim.
Coleridgea karijera bila je raznolika. Pisao je za novine, propovijedao, držao predavanja te je čak pokušao izdati vlastite novine, ali su mu slaba koncentracija i nestalna priroda bile smetnje u poslovnim pothvatima. Često je bio u dugovima.
Godine 1795., iste one godine kada je upoznao Wordswortha, Coleridge se oženio Sarom Fricker, prijateljicom Roberta Southeyja. Prvo dijete dobio je iduće godine. Putovao je u inozemstvo u posjete ljudima i mjestima za koje je smatrao da će mu biti od koristi za razvoj uma. Postao je i ovisan o opijumu.

## William Wordsworth
William Wordsworth rođen je u Cockermouthu na rubu Lake Districta 7. travnja 1770. godine. Njegov otac radio je kod bogatog, ali ekscentričnog plemića Jamesa Lowthera, 1. earla Lonsdalea. Wordsworth je imao samo osam godina kada mu je umrla majka, a 13 kada je izgubio oca. Sa svojom braćom i sestrama otišao je živjeti kod majčinih roditelja. Nije volio surovu atmosferu u kući svoje bake i djeda te se uopće nije bunio kada su njega i njegovu braću poslali na školovanje. Usprkos svemu, dječaci su se dobro snašli. William i jedan njegov brat pohađali su Sveučilište u Cambridgeu, dok je drugi otišao na more, a najstariji brat postao je odvjetnik. Njegova sestra Dorothy ostala je u Lake Districtu i postala veoma bliska s Williamom koji je bio njen omiljeni brat. Ta bliskost održala se do kraja života.
Još kao đak, Wordsworth je bio fasciniran prirodom i dok je lutao naokolo, naišao je na jezero i selo Grasmere. S 29 godina, godine 1799. vratio se u selo Grasmere i ostao tamo do kraja života.
Kada je diplomirao, William je otišao u London kako bi osjetio život u prijestolnici. Vatreni pristalica ideja Francuske revolucije, Wordsworth je prešao La Manche kako bi iz prve ruke vidio kako revolucija izgleda. Vladavina terora uništila je njegove iluzije, pa se kući vratio razočaran i preselio se u Somersetu. Nakon nekoliko godina, 1802., vjenčao se s Mary Hutchinson i zajedno su imali petoro djece, od kojih je dvoje umrlo 1812. godine.
Wordsworth se nadao da će se prestati upotrebljavati umjetni jezik pjesništva 18. stoljeća i da će se jednostavni jezik i jednostavne teme vratiti. Jedan osobni aspekt Wordsworthovog pjesništva oslikava pjesma Lines Written a Few Miles above Tintern Abbey. U ovoj pjesmi on, nakon petogodišnjeg odsustva, ponovo posjećuje opatiju Tintern i opčinjen njenom ljepotom shvaća koliko su ga promijenile godine koje su protekle. Osjećaj za prirodu u doba njegove mladosti bio je fizički, tada je on imao kontakt s drvećem, planinama, stijenama i potocima, dok je sada njegov koncept prirode produbljen kroz povezanosti s ljudima.
Wordsworth je nadživio sve svoje prijatelje, zašavši duboko u Viktorijansko doba. Njegov početni politički radikalizam ustupio je mjesto konzervativizmu, a njegovo odbijanje da pomogne bilo kakvim radikalnim ciljevima razbjesnilo je mlađe pjesnike poput Percy Bysshe Shelley. Godine 1843., nakon smrti Roberta Southeyja, Wordsworth je naslijedio titulu pjesnika laureata, iako je tada, u svojoj 73. godini doslovno prestao pisati. Umro je 1850. godine.

### Prijateljstvo s Coleridgeom
Wordsworth je upoznao Coleridgea 1795. godine. Od njih dvojice, Wordsworth je bio taj koji je odredio uzvišenu ulogu prirodi u svojoj poeziji. Ljubav prema pejzažima bila je glavna tema njegovih pjesama. Djela koja je pisao između 1798. i 1807. godine razlikovala su se po temama, duhu i stilu od svega što je pisano do tada i veoma su utjecala na englesku poeziju. Život i stvaralaštvo Wordswortha veoma su isprepleteni. Njegova poezija duboko je vezana za iskustva iz djetinjstva i mladosti provedene u planinama.

### Dorothy Wordsworth
Veliki utjecaj ne samo na brata, već i na cijelu Wordsworthovu i Coleridgeovu književnu revoluciju, imala je Wordsworthova sestra Dorothy. Dorothy je sa svojim bratom živjela i nakon njegove ženidbe, a s njim i Samuelom išla je u šetnje po Lake Districtu koje su ih inspirirale za pisanje. Dorothy je dijelila bratovljevu opčinjenost prirodom i pravila je bilješke koje su oba pjesnika koristila u svojim djelima. Epizoda s jedne šetnje koju je 15. travnja 1802. godine Dorothy Wordsworth zabilježila u svom dnevniku, poslužila je njenom bratu kao inspiracija za njegove čuvene stihove u čast narcisima – Samotan sam ko oblak luto. Wordsworth je ovu pjesmu napisao dvije godine nakon što je taj događaj Dorothy opisala u svom dnevniku. Njen opis mu je razigrao maštu, ali je njegov doživljaj događaja s idejom o osjećajnom odnosu između čovjeka i prirode u potpunosti uzet iz njegovog vlastitog iskustva.
Dorothy Wordsworth nedvojbeno je bila velika inspiracija ne samo svom bratu, već i Coleridgeu, s kojim je puno razgovarala i nudila mu čak i svoju poeziju.

### Preludij
U pjesmi Preludij (engleski: The Prelude), Wordsworth je razotkrio svoje misli i nagovijestio svoj osjećaj prema prirodi. Umjesto epskih djela prepunih bitaka, romanci i natprirodnog kakva su prije pisana, u središtu djela sada je bio sam pjesnik. Ovaj novi, osobni pristup, bio je skoro revolucionaran u svijetu poezije te je Wordsworth postao prvi moderni pjesnik koji je smatrao da su osobno iskustvo i unutrašnji doživljaji pogodna tema za poeziju.
Preludij je priča o pjesnikovom djetinjstvu, o lutanjima u samoći, o bliskosti s prirodom, o uvjerenju da je njena ličnost obuzeta i ljepotom i strahom podjednako. U njoj je Wordsworth opisao svoje studije u Cambridgeu, opčinjenost matematikom, šetnje po Alpama kada je imao 20 godina i boravak u Francuskoj za vrijeme Francuske revolucije. Iako je Wordsworth završio Preludij 1805. godine, poema je objavljena tek nakon njegove smrti 1850. godine i smatra se jednom od najljepših dugih, narativnih djela u engleskoj književnosti.

## Lirske balade
Zbirku pjesama Lirske balade, objavljenu 1798. godine, Wordsworth i Coleridge planirali su zajednički i to je njihovo najčuvenije djelo. To što su njih dvojica surađivali je samo po sebi veoma neobično, jer su se veoma razlikovali. Wordsworth je uživao u tišini i miru prirode, otvorenom prozoru, dugim šetnjama i volio je pisati svoje pjesme napolju. Coleridge je bio učenjak, veoma je volio čitati i proučavati njemačku filozofiju. Bio je čovjek velikih sposobnosti, ali ćudljivog karaktera. Coleridge je izabrao natprirodne i romantične teme te pisao poeziju s naglaskom na ljudskim interesima, često otkrivajući pomalo od svoje vlastite prirode. Wordsworth je izabrao prizemnije teme, scene iz običnog života, ali je uveo maštu, a time je poznato zamijenio neočekivanim.
Coleridge glavni doprinos Lirskim baladama bila je Pjesma o starom mornaru (engleski: The Rime of the Ancient Mariner). Balada je govorila o misterioznim pustolovinama koje se događaju na putu oko svijeta, a pričao ih je stari mornar jednom gostu na svadbi. Brod mornara stigao je do Antarktike i tamo je zarobljen ledenim santama. U nastavku balade pojavio se albatros koji je pokazao put k izbavljenju. Kako ga je mornar ubio bez razloga i tako se ogriješio o prirodu, kažnjen je nizom užasnih događaja. Nastala je nestašica vode, jedan za drugim umrli su svi članovi posade i mornar je morao gledati kako im duše napuštaju tijela. Preživio je jedino on. Jedan pustinjak izrekao je pokoru i osudio ga da luta po Zemlji i priča svoju priču.
Pjesma je bila nova i čudna za to vrijeme, ali i danas ima mističnu i neponovljivu moć. Ona liči na neku staru baladu koju prepričava pjesnik bujne i čudne mašte. U njoj se prepliću realno i vanzemaljsko, ali i duh brižnosti i privrženosti, što je i jedna od pouka ove pjesme.

## O Jezerskim pjesnicima
Pisci William Hazlitt i Thomas De Quincey bili su suvremenici Jezerskih pjesnika i obojica su napisala životopisne bilješke o njima. U eseju pod naslovom Moj prvi susret s pjesnicima (engleski: First Acquaintance with Poets), Hazlitt se sjeća opčinjavajućih razgovora s Coleridgeom, isto kao i De Quincey u djelu Sjećanja na Jezerske pjesnike (engleski: Recollections of the Lake Poets).
Kao i Coleridge, De Quincey bio je uživalac opijuma i u djelu koje ga je proslavio, Ispovijesti jednog engleskog uživaoca opijuma (engleski: Confessions of an English Opium-Eater), objavljenog 1822. godine opisuje vizije koje su ga proganjale, a koje je izazvao narkotik.